# Артеза-да-Сеґра
Артеза-да-Сеґра (Artesa de Segre) — муніципалітет у регіоні Ногера, Каталонія, Іспанія. Він розташований в долині річки Сегре, між Понс і Балагер. Муніципальна територія простягається до місця впадіння Сегре в Буа. Канал Ургель проходить через муніципалітет на південь від Сегре. Муніципалітет обслуговує дорога C-1313 між Балагером і Понтсом, а з’єднується з Аграмунтом дорогою L-302.

## Підрозділи
Муніципалітет Артеса-де-Сегре включає дев'ятнадцять віддалених сіл: кількість населення вказана станом на 2005 рік.
- Аленторн (143)
- Аня (32)
- Бальдомар (127)
- Ла Клуа (19)
- Колдельрат (33)
- Колфред (29)
- Колонія-ла-Фабрісія
- Коміолс (7)
- Фолькер (4)
- Монтаргул (57)
- Монмагастр (22)
- Ель-Пон-д'Аленторн (31)
- Сан-Марк-дель-Батліу (20)
- Серо (93)
- Тудела де Сегре (108)
- Ла Валь д'Ар'є
- Валь-Ллебрера (35)
- Валь-Ллебрерола
- Ла Ведренья (15)
- Верне (42)
- Вільвес (58)

## Література

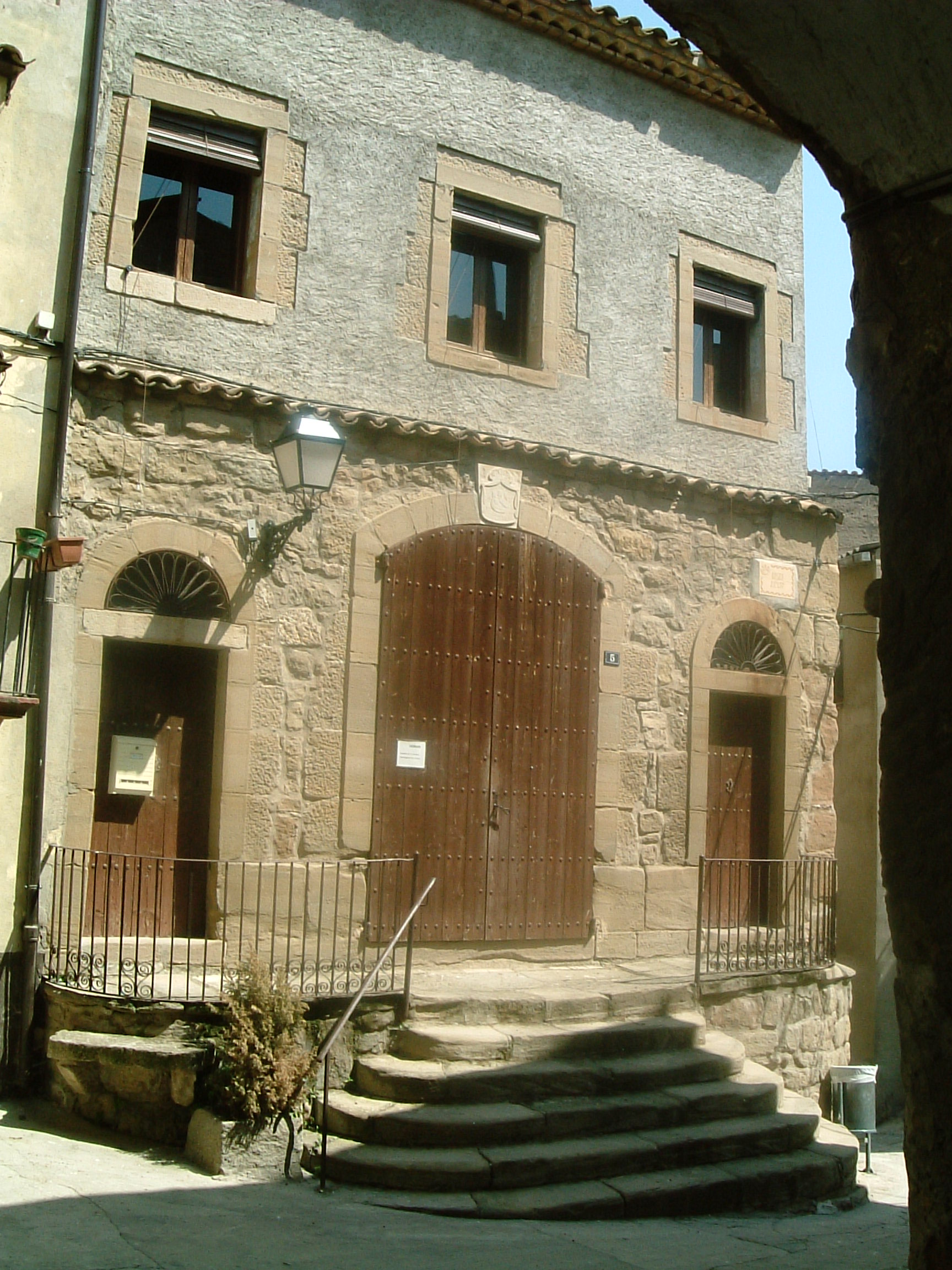
Музей Артеса де Сегре